# Stephanie Wilson
Stephanie Diana Wilson (* 27. September 1966 in Boston, Massachusetts, USA) ist eine US-amerikanische Astronautin.

## Ausbildung
Die Eltern Eugene und Barbara Wilson zogen von Boston in die Kleinstadt Pittsfield (Massachusetts), als ihre Tochter ein kleines Mädchen war. Dort besuchte Wilson nach der Stearns Elementary School die Crosby Elementary School und schließlich die Taconic High School. 1984 begann sie ein Studium an der berühmten Harvard University in Cambridge. Kurz nachdem die Bildungsstätte ihr 350-jähriges Bestehen feierte, machte Wilson 1988 ihren Bachelor in Ingenieurwissenschaften. Außerdem erhielt sie von der University of Texas 1992 einen Master in Luft- und Raumfahrttechnik.
Nach ihrem Abschluss an Harvard, arbeitete Wilson für zwei Jahre bei der Martin Marietta Astronautics Group in Denver (Colorado), die seit 1995 Lockheed Martin heißt. Sie führte Spannungsberechnungen durch, um die auftretenden Belastungen auf eine Titan-IV-Rakete beim Start zu analysieren. Anschließend setzte sie ab 1990 ihr Studium in Texas fort. Sofort nachdem sie die University of Texas verlassen hatte, fand sie eine Anstellung am Jet Propulsion Laboratory (JPL) in Pasadena (Kalifornien). Sie war Mitglied des Lageregelungskontroll-Teams der Galileo-Sonde. Sie zeichnete insbesondere für die Ausrichtung der wissenschaftlichen Plattform und der Antenne verantwortlich. Daneben arbeitete Wilson an einem Interferometrie-Programm des JPL.

## Astronautentätigkeit
Stephanie Wilson wurde im April 1996 für das Astronautenprogramm der NASA ausgewählt. Die zweijährige Grundausbildung begann für sie und ihre 34 Mitschüler(innen) im August. Seit Herbst 1998 ist sie eine vollwertige Missionsspezialistin. Es folgte eine Weiterbildungsphase, in der sie sich mit Experimentabläufen auf der Internationalen Raumstation (ISS) vertraut machte. Danach arbeitete sie einige Zeit als CapCom, bevor sie in die Abteilung Raumfährenbetrieb versetzt wurde, wo sie sich mit den Antriebseinheiten des Shuttles beschäftigte.
Wilson erhielt ihren ersten Auftrag für einen Raumflug im Dezember 2002. Zusammen mit James Halsell als Kommandant, Alan Poindexter als Pilot, sowie Piers Sellers, Wendy Lawrence und Mike Foreman als Missionsspezialisten, sollte sie die Besatzung von STS-120 bilden. Der Versorgungsflug zur ISS war für Februar 2004 vorgesehen und sollte mit dem Verbindungsmodul Harmony die Station weiter ausbauen. Wegen des Columbia-Unglücks ein Jahr zuvor musste die Flugplanung des Shuttle-Programms umgestellt werden.

### STS-121
Im November 2004 wurde Stephanie Wilson der Crew von STS-121 zugeteilt. Die Mission wurde nach mehreren Verschiebungen im Juli 2006 durchgeführt. Hauptaufgaben waren einmal nachzuweisen, dass die nach STS-107 und STS-114 angegangenen Verbesserungen am Space Shuttle funktionieren, und zum anderen, die ISS mit Gütern zu versorgen sowie deren zweiköpfige Besatzung durch einen Astronauten zu verstärken. Damit arbeiten seit der ISS-Expedition 6 wieder drei Raumfahrer auf der Station. Außerdem führte die Shuttle-Crew drei Außenbordarbeiten durch, bevor der Flug nach zwei Wochen zu Ende ging. Zusammen mit ihrer Kollegin Lisa Nowak war sie bei diesem Flug für alle Arbeiten mit den Roboterarmen verantwortlich.

### STS-120
Wilson wurde Ende Januar 2007 erneut für die Mission STS-120 nominiert. Bei der Neubekanntgabe der Mannschaft im Juni 2006 wurde sie zunächst übergangen. Ein halbes Jahr später wurde Michael Foreman STS-123 zugeteilt und Wilson rückte nach. Sie war Missionsspezialistin des STS-120-Fluges, der zwischen dem 23. Oktober und 7. November 2007 durchgeführt wurde.

### STS-131
Am 5. Dezember 2008 wurde Wilson als Missionsspezialistin für die Mission STS-131 benannt.
Der Start erfolgte am 5. April 2010, die Landung am 20. April 2010.

### Artemis
Im Dezember 2020 wurde Wilson als Kandidatin für Mondflüge im Rahmen des Artemis-Programms ausgewählt.

### Crew Dragon
Im Januar 2024 wurde Wilson für ihren vierten Raumflug nominiert: sie wurde als Missionsspezialistin für den Flug SpaceX Crew-9 eingeteilt, der Start war für August 2024 vorgesehen. Die Mannschaftsgröße wurde jedoch von vier auf zwei Raumfahrer reduziert, um beim Rückflug Barry Wilmore und Sunita Williams der Mission Boe-CFT zurück zur Erde mitnehmen zu können, deren Raumschiff technische Probleme hatte. Dadurch verloren Wilson und auch die vorgesehene Kommandantin Zena Cardman ihren Platz in der Mannschaft. Wilson soll zu einem späteren Zeitpunkt erneut einem Raumflug zugeteilt werden.

## Privates
Wilson ist verheiratet und hat keine Kinder.